# Richard Stahlmann
Richard Stahlmann, född 15 oktober 1891 som Artur Illner i Königsberg (nuvarande Kaliningrad), död 25 december 1974 i Berlin var en tysk partifunktionär (i KPD och SED) och underrättelseofficer.

## Biografi
Illner kom från en hantverkarfamilj och fullgjorde en utbildning till snickare. Efter att ha stridit i första världskriget och hamnat i brittisk krigsfångenskap blev han 1919 medlem i Tysklands kommunistiska parti (KPD). Han steg snabbt i graderna inom partiets militärpolitiska apparat (från 1923 kallat "Det militärpolitiska rådet"). 1924 emigrerade han till Sovjetunionen och blev sovjetisk medborgare och medlem i Sovjetunionens kommunistiska parti (SUKP). Efter fortsatt militärpolitisk utbildning blev han efter några år agent för Komintern. I det spanska inbördeskriget slogs han som kommendant för en bataljon vid den Internationella brigaden. Under denna tid tog han sig täcknamnet Richard Stahlmann.
Under det andra världskriget ledde han och Herbert Wehner det kommunistiska motståndet mot nazisterna från Sverige. Efter segern i kriget övertog han militärpolitiska och underrättelseuppgifter i Tysklands socialistiska enhetsparti (SED). I partisekretariatet byggde han upp en hemlig avdelning som först bar hans namn. Efter 1948 bar avdelningen namnet "Verkehr VK". Inom SED tillhörde "Verkehr VK" Hermann Materns område. Med hjälp av denna avdelning organiserade Stahlmann den illegala gränstrafiken mellan SED och KPD i Västtyskland, inklusive överföringar av pengar. Hans grupp ansvarade också för personsäkerheten när Wilhelm Pieck och Otto Grotewohl besökte Västtyskland. 1951 blev han tillförordnad chef för "Ausserpolitisches Nachrichtendienst", föregångaren till den östtyska underrättelsetjänsten "HVA".
Stahlmann förekommer som en av karaktärerna i Peter Weiss' roman Motståndets estetik.